# Sebastián Cáceres
Sebastián Enzo Cáceres Ramos (* 18. August 1999 in Montevideo) ist ein uruguayischer Fußballspieler, der seit Januar 2020 beim mexikanischen Erstligisten Club América unter Vertrag steht. Der Innenverteidiger ist seit September 2022 uruguayischer A-Nationalspieler.

## Karriere

### Verein
Der in der uruguayischen Hauptstadt Montevideo geborene Sebastián Cáceres entstammt der Jugendausbildung des lokalen Vereins Liverpool Montevideo. Am 26. August 2017 (2. Spieltag der Clausura) bestritt er bei der 1:2-Auswärtsniederlage gegen Peñarol Montevideo sein Debüt in der höchsten uruguayischen Spielklasse, als er in der 71. Spielminute für Adolfo Lima eingewechselt wurde. Zum Ende dieser Clausura 2017 gelang dem jungen Innenverteidiger der Durchbruch in die Startformation. Diesen Status behielt er auch in der folgenden Spielzeit 2018 bei, in der er 32 Ligaspiele absolvierte. Am 24. Februar 2019 (2. Spieltag der Apertura) gelang ihm beim 4:4-Unentschieden gegen die CA Fénix sein erstes Ligator. In diesem Spieljahr kam er in 25 Ligaspielen zum Einsatz, in denen er einen Torerfolg verbuchen konnte.
Am 15. Januar 2020 wechselte Cáceres zum mexikanischen Erstligisten Club América, wo er einen Fünfjahresvertrag unterzeichnete. Sein Debüt gab er am 23. Februar 2020 (7. Spieltag der Clausura) beim 1:0-Auswärtssieg gegen den CF Monterrey, als er in der 64. Spielminute für Giovani dos Santos eingewechselt wurde. Aufgrund einer anschließenden Meniskusverletzung bestritt er in dieser Saison 2019/20 nur dieses eine Ligaspiel. In der darauffolgenden Spielzeit 2020/21 übernahm er bereits zu Beginn einen Stammplatz in der Innenverteidigung.

### Nationalmannschaft
Mit der uruguayischen U20-Nationalmannschaft nahm Cáceres im Frühjahr 2019 an der U20-Südamerikameisterschaft 2019 in Chile teil, wo in allen neuen Partien in der Startformation stand. Mit dem dritten Platz bei diesem Wettbewerb qualifizierte sich die Auswahl für die U20-Weltmeisterschaft 2019, wo er ebenfalls im Kader stand, jedoch nur ein Spiel bestritt.
Im Jahr 2020 war er für die U23 viermal im Einsatz.
Sein Debüt für die A-Nationalmannschaft Uruguays absolvierte er am 23. September 2022 bei der 0:1-Freundschaftsspiel-Niederlage gegen den Iran über die volle Distanz.
Bei der Copa América 2024 absolvierte er fünf der sechs Spiele seines Teams und gewann das Spiel um Platz 3 gegen Kanada mit 6:5 n. E.

## Erfolge
- Platz 3 bei der Copa América: 2024[19]